# Tinsman (Arkansas)
Tinsman – miasto w Stanach Zjednoczonych, w stanie Arkansas, w hrabstwie Calhoun.